# Combat de Garn-Akassa
Guerre du Sahel
Batailles
- Lemgheity
- Tourine
- Garn-Akassa
- Araouane
- Akla
- Areich Hind
- Wagadou
- Bassikounou

Le combat de Garn-Akassa a lieu le 16 juin 2009, pendant la guerre du Sahel.

## Déroulement
Le 16 juin 2009, à Garn-Akassa, près de la frontière algérienne, l'armée malienne lance une offensive contre une base d'AQMI, deux semaines après l'exécution de Edwin Dyer, un otage britannique, et une semaine après l'assassinat de l'officier malien Lamana Ould Bou à Tombouctou,,. Il s'agit alors de la première véritable opération militaire menée par l'armée malienne contre les djihadistes.
Selon une source sécuritaire : « Lorsque nos troupes ont pris possession de la base des combattants islamistes, nous avons compté 26 éléments ennemis tués. Certains étaient même enterrés dans une fosse commune par les salafistes qui ont pris la fuite,. »
D'un autre côté une source indépendante de l'AFP et de RFI dans le nord déclare : « C'est sûr que des Maliens en armes ont pris le contrôle d'un périmètre jusque-là considéré comme une zone d'action des salafistes. Mais, les bilans qui nous parviennent, pour le moment, font état de 16 morts,,. »
L'armée malienne affirme de son côté ne déplorer aucune perte.